# Collet del Moro
El Collet del Moro és una collada de 780,2 metres d'altitud a cavall dels termes municipals de Pinós i Riner, al Solsonès. És a l'extrem nord del terme municipal, al nord-est de Sant Just d'Ardèvol i a l'oest-nord-oest de Su i a l'oest-sud-oest de Santdiumenge. Al seu costat nord s'estén la partida del Collet del Moro. És a prop i al nord de Can Faixa.